# Chen Xu (Diplomat)
Chen Xu (chinesisch: 陈旭; * Februar 1962 in Yanggu, Liaocheng, Shandong) ist ein Diplomat der Volksrepublik China, der unter anderem zwischen 2013 und 2016 Botschafter in den Niederlanden sowie zugleich Ständiger Vertreter bei der Organisation für das Verbot chemischer Waffen (OPCW) war. Nachdem er von 2016 bis 2019 Generaldirektor der Abteilung Europa im Außenministerium der Volksrepublik China war, ist er seit 2019 Ständiger Vertreter beim Büro der Vereinten Nationen in Genf und den dort ansässigen Internationalen Organisationen.

## Leben
Chen Xu, der zu den Han-Chinesen gehört, trat nach einem Studium 1985 ins Außenministerium der Volksrepublik China ein und war bis 1988 Mitarbeiter und Attaché der dortigen Abteilung für internationale Organisationen. 1988 wechselte er als Attaché an die Ständige Vertretung bei den Vereinten Nationen in New York City und war dort zuletzt als Dritter Sekretär tätig. 1992 kehrte er ins Außenministerium in Peking zurück, wo er bis 1998 als Referatsleiter in der Abteilung für internationale Organisationen und Konferenzen tätig war. Im Anschluss wechselte er 1998 wiederum zur Ständigen Vertretung bei den Vereinten Nationen in New York City und war dort zunächst Botschaftsrat sowie zwischen 2001 und 2003 Gesandter. Nachdem er von 2003 bis 2004 stellvertretender Direktor des Amtes für Auswärtige Angelegenheiten zur Autonomen Volksregierung des Uigurischen Autonomen Gebietes Xinjiang abgeordnet war, fungierte er zwischen 2004 und 2008 als stellvertretender Generaldirektor der Abteilung für internationale Organisationen und Konferenzen des Außenministeriums. Er war daraufhin von 2008 bis 2010 Berater von Außenminister Yang Jiechi sowie im Anschluss zwischen 2010 und 2013 Generaldirektor der Abteilung für internationale Organisationen und Konferenzen des Außenministeriums.
Als Nachfolger von Zhang Jun übernahm Chen am 11. April 2013 den Posten als Botschafter in den Niederlanden und verblieb auf diesem Posten bis April 2016, woraufhin Wu Ken seine dortige Nachfolge antrat. Zugleich war er als Ständiger Vertreter bei der Organisation für das Verbot chemischer Waffen (OPCW) in Den Haag akkreditiert. Nach seiner Rückkehr fungierte er als Nachfolger von Liu Haixing zwischen April 2016 und seiner Ablösung durch Wang Lutong 2019 als Generaldirektor der Abteilung Europa im Außenministerium der Volksrepublik China. Auf dem XIX. Parteitag der Kommunistischen Partei Chinas (18. bis 24. Oktober 2017) wurde er zum Kandidaten des Zentralkomitee der Kommunistischen Partei Chinas (ZK der KPCh) gewählt.
2019 übernahm Chen Xu als Nachfolger von Yu Jianhua den Posten als Ständiger Vertreter beim Büro der Vereinten Nationen in Genf und den dort ansässigen Internationalen Organisationen.

## Weblink
- Chen Xu. In: China Vitae. Abgerufen am 2. März 2022 (englisch).